# 埃科

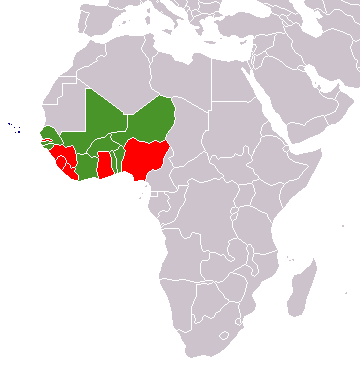
非洲金融共同体法郎
未来使用埃科的地区
仅ECOWAS(佛得角)

埃科（Eco）是一种拟在2027年发行使用的西非國家經濟共同體新货币。

## 历史
埃科原本计划于2020-2021年发行，后于2021年的西部非洲国家经济共同体15国峰会上决定延期至2027年发行。